# Pluie d'or
Pour plus de détails, voir Fiche technique et Distribution.
Pluie d'or est un film français réalisé par Willy Rozier, sorti en 1936.

## Fiche technique
- Titre : Pluie d'or
- Réalisation : Willy Rozier
- Photographie : Georges Raulet
- Musique : Jacques Dallin
- Production : Les Films Vendôme
- Format :  Noir et blanc - 35 mm - Son mono
- Pays d'origine :  France
- Genre : Comédie
- Durée : 95 minutes
- Date de sortie : 22 mai 1936 en France

## Distribution
- Josseline Gaël
- Jean Weber
- Dorville
- Marcelle Praince
- Madeleine Guitty
- Gabrielle Fontan
- Marfa Dhervilly
- Gabrielle Fontan
- Jean Reynols
- Robert Ralphy
- Paul Demange
- Marcelle Praince
- Gilbert Périgneaux
- Barbara La May
- Madeleine Guitty (non créditée)